# Колл-центр (телесеріал)
«Колл-центр» — російський телесеріал виробництва компанії PREMIER Studios, створений Наташею Меркуловою та Олексієм Чуповим.
У вересні 2019 року серіал став володарем призу II Фестивалю телесеріалів «Пілот» у номінації «Найкращий сценарій пілота телевізійного серіалу».
Прем'єра відбулася 23 березня 2020 року на телеканалі ТНТ і онлайн-платформі PREMIER. Нові серії виходять в ефір з понеділка по четвер о 22:00. В ефірі каналу ТНТ виходить версія 16+, а версія 18+ розміщується на онлайн-платформі PREMIER.

## Сюжет
12 співробітників офісу колл-центру інтернет-магазину «Бутік для дорослих» виявляються замкнені на 12-му поверсі московського бізнес-центру «Глорія Плаза». Раптово з ними зв'язуються зловмисники, які називають себе «мамою» і «татом». Вони повідомляють, що приміщення заміноване. Для того, щоб бомба не вибухнула раніше терміну, працівники зобов'язані виконувати вимоги злочинців.

## Персонажі

### У головних ролях
| Актор              | Роль |
| ------------------ | --- |
| Павло Табаков      | Кирило 24 роки, оператор кол-центру, закоханий в Катю                                                                            |
| Юлія Хлиніна       | Катя 24 роки, оператор кол-центру, кохана Кирила, дівчина Дениса Вікторовича                                                     |
| Володимир Яглич    | Денис Вікторович 29 років, начальник кол-центру, закоханий в Катю                                                                |
| Микита Тарасов     | Женя 35 років, оператор кол-центру, батько чотирьох дітей, колишній коханий Лізи                                                 |
| Сабіна Ахмедова    | Джемма 30 років, прибиральниця кол-центру, заробітчанка із Середньої Азії, докладає всіх зусиль для порятунку хворої доньки Шані |
| Поліна Пушкарук    | Ліза 20 років, оператор кол-центру, колишня кохана Жені                                                                          |
| Зоя Кайдановська   | Галина Олексіївна 43 роки, оператор кол-центру                                                                                   |
| Ольга Венікова     | Яна 23 роки, оператор кол-центру, подруга Соні                                                                                   |
| Аліса Сельнікова   | Соня 24 роки, оператор кол-центру, подруга Яни                                                                                   |
| Аскар Нігамедзянов | Павлик Борисов 21 рік, студент-стажист кол-центру                                                                                |
| Леван Хурція       | Давид кур'єр служби доставки «Сокіл»                                                                                             |
| Єгор Шереметьєв    | Віталік 23 роки, оператор кол-центру, закоханий в Яну                                                                            |
| Ігор Савочкін      | човняр |